# Maestro di Lisignago

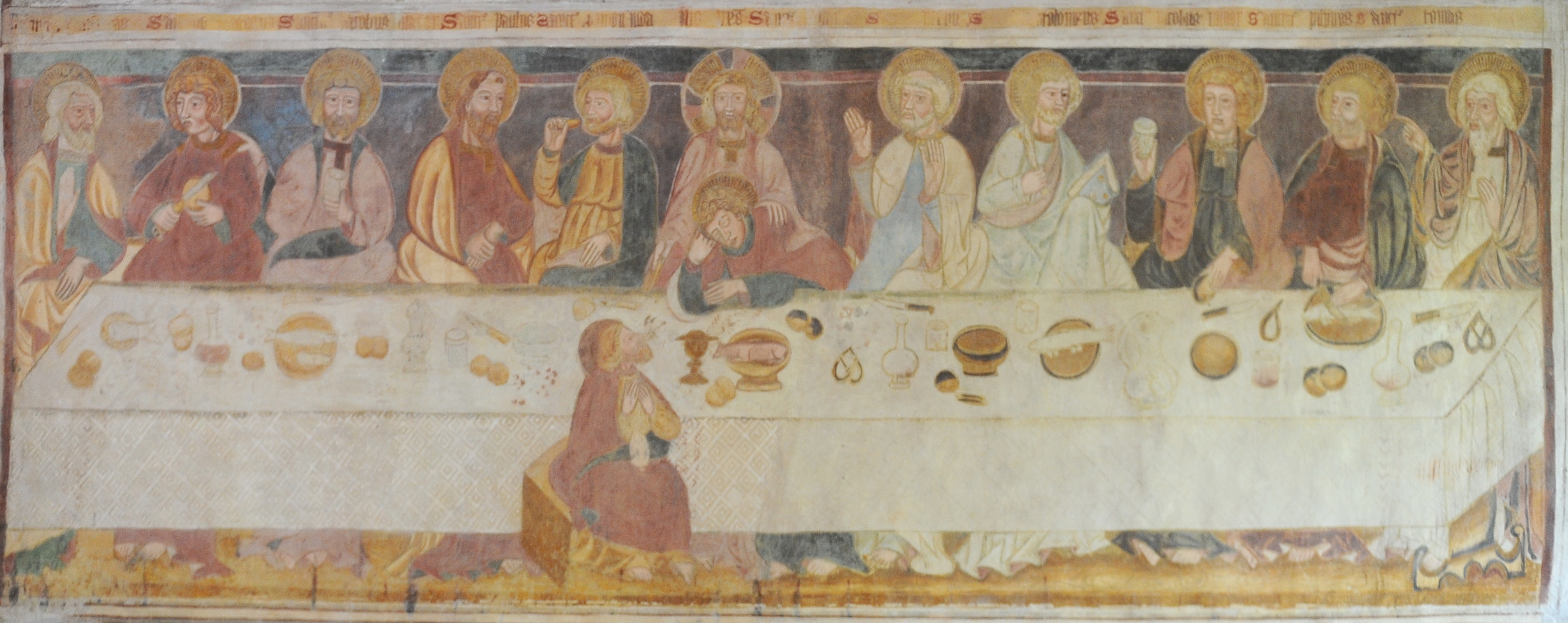
L'Ultima Cena nella chiesa di San Leonardo a Lisignago

Maestro di Lisignago (XV secolo) è il nome con cui viene chiamato un non meglio identificato pittore tirolese che operò nelle valli trentine di Cembra, Fiemme e Fassa nel XV secolo. Egli prende il nome dalla chiesa di San Leonardo di Lisignago, dove si trova la meglio conservata e più estesa delle sue opere; altri affreschi gli sono stati attribuiti grazie alle loro nette somiglianze stilistiche ed iconografiche a quelli di Lisignago.

## Stile
Il Maestro di Lisignago era di probabile origine fiemmese, ma di formazione brissinese, come evidenzia il fatto che unisce temi della tradizione italiana con altri di stampo tedesco. Prediligeva chiaramente le scene devozionali, dove le figure sono sempre ritratte nella stessa posa, e faceva infatti uso di "modelli" prefabbricati: mentre tali modelli sono riconducibili al Maestro, i vari affreschi erano portati a termine anche da altri pittori della sua bottega, come emerge da alcune differenze pittoriche. 
Lo stile pittorico risulta abbastanza modesto, con tratti molto dritti e marcati, che fanno apparire i personaggi in pose poco naturali e con lineamenti duri; il Maestro è inoltre molto in difficoltà nel rendere correttamente la prospettiva. Per contro abbonda nei dettagli, decorando riccamente le corone e gli abiti nobiliari e riempiendo le tavole delle Ultime Cene di diverse suppellettili (alcune delle quali, come i bretzel e i Krautstrunk, indicano chiaramente una vicinanza alla cultura tedesca).

## Opere
- Chiesa di San Leonardo a Lisignago - 1450-1475[3]

Ultima Cena, San Leonardo e sant'Elena, sant'Orsola e compagne, Madonna della Misericordia, Trinità, san Leonardo che libera i prigionieri; nella stessa chiesa affrescò probabilmente anche la parete di fondo, più avanti abbattuta per costruire l'abside, plausibilmente con raffigurazioni di Cristo Re e dell'Annunciazione
- Chiesa di San Volfango a Moena - 1430-1460[7]

Madonna della Misericordia e sant'Orsola
- Chiesa dei Santi Filippo e Giacomo a Campitello di Fassa[8]

Santa Barbara e santa Giuliana
- Chiesa dei Santi Pietro e Paolo a Varena[9]

Ultima Cena e Madonna della Misericordia
- Chiesa di Santa Maria Assunta a Cembra[10]

Affreschi sulla volta dell'atrio (ex abside): Cristo benedicente, Madonna con Bambino, Crocifissione con la Madonna e vari santi (quattro evangelisti, sant'Ambrogio, san Girolamo, san Gregorio Magno, sant'Agostino)
- Chiesa di Santa Maria Assunta a Cavalese[11]

Santo papa di incerta identificazione (forse san Fabiano) tra i santi Stefano e Lorenzo
- Chiesa di San Valerio a Cavalese[5][4]

Frammento di Trinità analoga a quella di Lisignago, su una parete esterna del campanile (unico elemento superstite della chiesa)